# Porc ibérique

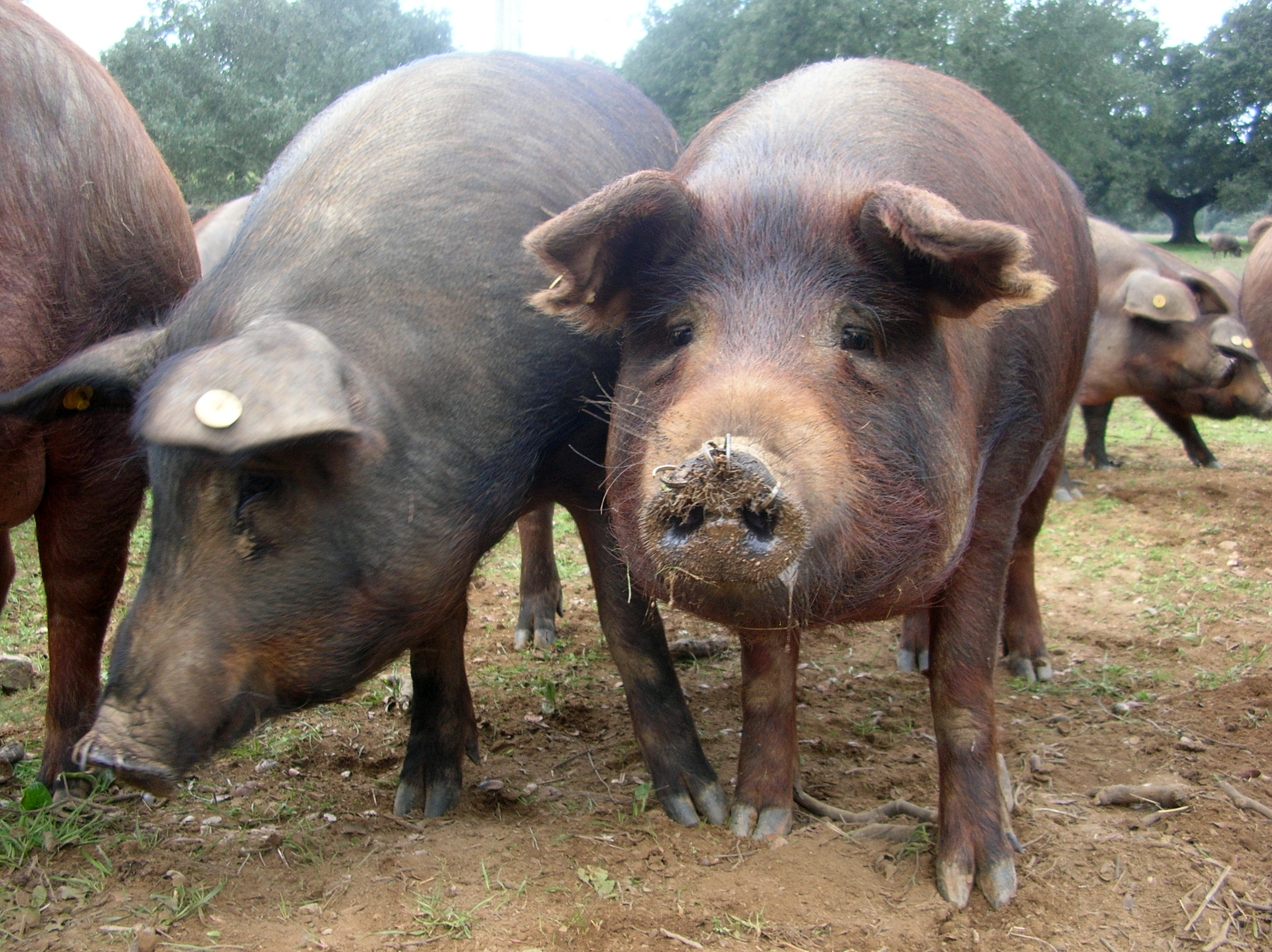
Porcs ibériques (variété negra entrepelada) dans la sierra nord de Séville (Espagne)

Le porc ibérique est une race de porc typique du sud de la péninsule Ibérique.

## Origine[1]
Les avis sont partagés concernant son origine. D’après le professeur Adametz de l'École naturaliste autrichienne, le porc ibérique appartiendrait à l'espèce Sus mediterraneus. Il admet pourtant que cette espèce pourrait être une sous-espèce de Sus scrofa, théorie que partage J.B. Aparicio (1988). Le porc ibérique serait donc une race représentative de Sus Scrofa mediterraneus.
D'après le Ministère espagnol de l'Agriculture, de la Pêche et de l'Alimentation (Ministerio de Agricultura, Pesca y Alimentación), le porc ibérique serait un croisement entre Sus scrofa ferus et Sus mediterraneus.
La race ibérique, provenant des pays méditerranéens et des côtes africaines, s'est étendue sur tout le sud de la péninsule Ibérique, notamment la région du sud-ouest pour se retrouver en Espagne (en Andalousie occidentale, en Estrémadure et dans la province de Salamanque) et au Portugal (en Algarve et en Alentejo).

## Caractéristiques[2]
Le porc ibérique a une tête relativement petite; son front est étroit, presque en pointe; son museau est large et son groin est très incliné. Il a de petits yeux et des oreilles de taille moyenne tombant sur les yeux chez l'animal adulte.
Les membres sont relativement courts et ont une musculature peu développée. Leur partie inférieure est fine.
Quelle que soit la variété du porc, la pigmentation est uniforme, avec des dégradés, notamment du dos au ventre.
Le poids du porc ibérique adulte varie entre 100 et 150 kg pour les femelles et entre 150 et 200 kg pour les mâles. Il dépend de l'alimentation de l'animal, de son développement et de sa variété raciale.

## Variétés

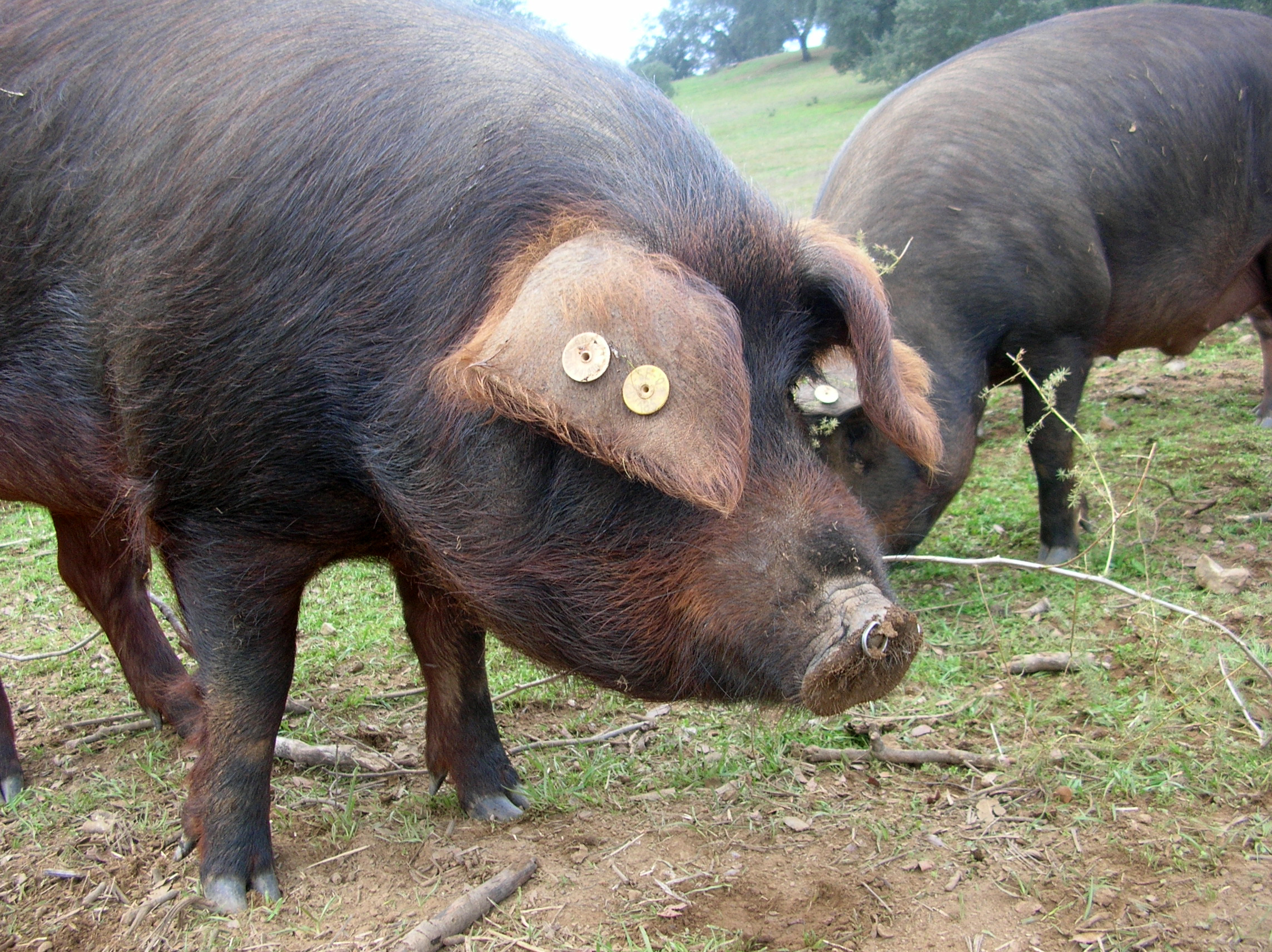
Porc ibérique, variété negra entrepelada

- Porc ibérique rojo (rouge) dit aussi colorado (coloré)
  - retinto
  - rubio andaluz
  - manchado de Jabugo
  - torbiscal
- Porc ibérique negro (noir) Il présente plus de masse grasse et une plus grande vitesse de croissance.
  - negro lampiño, sans poils
  - negro entrepelado, aux soies longues et épaisses

### Variétés secondaires
- Porc ibérique negro de Puebla
- Porc ibérique negro de Campanario
- Porc "bísaro" du nord du Portugal

## Élevage[3]
Le porc ibérique est adapté aux dures conditions des pâturages des sierras du sud de la péninsule Ibérique, notamment grâce à son métabolisme anabolique et son importante capacité de lipogenèse. Déjà très tôt, son alimentation est en grande partie composée de glands, nourriture riche en glucides facile à trouver dans les collines de chênes de la sierra Morena, notamment.
La variété de porc la plus commune de ces élevages est la roja retinta, notamment en raison de son moins important pourcentage de graisse par rapport aux autres variétés de porc ibérique.
Les truies ont habituellement deux portées par année: une en juin et une en décembre. Les porcelets nés à ces périodes sont sevrés respectivement à mi-août et mi-février et sont ensuite nourris au pâturage. Ces périodes sont choisies de façon à faire coïncider les différentes étapes de l'alimentation du porc avec les ressources naturelles des pâturages, spécialement en glands. Malgré tout, certaines exploitations ont jusqu'à quatre portées par an. 
Les femelles se reproduisent dès 8 à 10 mois et les mâles vers 10 mois. Après quatre portées pour les femelles et 3 ou 4 ans pour les mâles, les porcs sont habituellement stérilisés et engraissés pour leur jambon.

## Produits du porc ibérique[4]
Les produits les plus connus issus du porc ibérique sont, en dehors du jambon ibérique, la morcilla, le lomo (viande fraîche ou salée à base de longe du porc), le chorizo, le morcón (chorizo maigre), le lard et le saucisson. À noter aussi les Mantecado, biscuits en forme de palets, très sableux qui utilise la graisse (grasa de cerdo ibérico) et différentes saveurs (citron, coco, cacao, sésame).